# Joachim de Knagenhielm
Joachim de Knagenhielm (29. maj 1727 på Sogn – 16. februar 1796 i Bodø) var en norsk amtmand.
Han var søn af af ejer af Stedje og Kaupanger, kancelliråd Niels de Knagenhielm og 1. hustru Cathrine Elisabeth von der Lippe, blev 1748 student fra Bergen Katedralskole og 1757 exam.jur. Han var fuldmægtig hos forskellige juridiske embedsmænd i Norge, sekretær ved grænsekommissionen i henhold til traktaten af 1758, fuldmægtig hos stiftamtmanden i Bergen og var i denne stilling fader til den deling af Bergenhus Amt i Nordre og Søndre Bergenhus Amter, der gennemførtes ved resolution af 19. september 1763, på hvilken dato han udnævntes til amtmand over det nordre amt. Forinden var han, 26. februar 1760, blevet udnævnt til virkelig kammerråd, blev 18. februar 1771 amtmand over Nordlands Amt og fik 8. juli 1789 afsked. Han var ugift.